# Kruhłyk (obwód kijowski)
Kruhłyk (ukr. Круглик) – wieś na Ukrainie, w obwodzie kijowskim, w rejonie obuchowskim, w hromadzie Chodosiwka. W 2001 liczyła 325 mieszkańców, spośród których 294 wskazało jako ojczysty język ukraiński, 30 rosyjski, a 1 mołdawski.